# Red Deer—Lacombe
Pour les articles homonymes, voir Red Deer (homonymie) et Deer.
Circonscription électorale fédérale du Canada
Red Deer—Lacombe est une ancienne circonscription électorale fédérale canadienne de l'Alberta. Elle comprenait :
- Le comté de Lacombe, dont la ville de Lacombe
- Le comté de Ponoka
- Une partie du comté de Red Deer et de la ville de Red Deer
- La ville de Sylvan Lake, les villages estivaux de Jarvis Bay et de Norglenwold, ainsi que les réserves indiennes Louis Bull no 138B, Ermineskin no 138, Samson no 137, Samson no 137A et de Montana no 139

Les circonscriptions limitrophes étaient Yellowhead, Red Deer—Mountain View, Battle River—Crowfoot et Edmonton—Wetaskiwin.
À la suite du redécoupage de la carte électorale de 2022, Red Deer—Lacombe est abolie et redistribuée dans Leduc—Wetaskiwin, Ponoka—Didsbury et Red Deer.

## Députés
| Législature                                                     | Années       | Député | Député         | Parti        |
| --------------------------------------------------------------- | ------------ | ------ | -------------- | ------------ |
| Red Deer—Lacombe issue de Red Deer et Wetaskiwin                |              |        |                |              |
| 42e                                                             | 2015–2019    |        | Blaine Calkins | Conservateur |
| 43e                                                             | 2019–2021    |        | Blaine Calkins | Conservateur |
| 44e                                                             | 2021–présent |        | Blaine Calkins | Conservateur |
| Redistribuée dans Leduc—Wetaskiwin, Ponoka—Didsbury et Red Deer |              |        |                |              |